# Riksdagen 1912
Riksdagen 1912 ägde rum i Stockholm.
Riksdagens kamrar sammanträdde i riksdagshuset den 15 januari 1912. Riksdagsarbetet inleddes ceremoniellt genom riksdagens högtidliga öppnande i rikssalen på Stockholms slott den 16 januari. Första kammarens talman var Ivar Afzelius (Nationella partiet), andra kammarens talman var Axel Swartling (Lantmannapartiet). Riksdagen avslutades den 31 maj 1912.